# Nupserha bicolor
Nupserha bicolor là một loài bọ cánh cứng trong họ Cerambycidae.